# Campagne à Paris
Campagne à Paris (doslovně Venkov v Paříži) je stavební soubor v duchu hnutí zahradního města v Paříži ve 20. obvodu. Zahrnuje ulice Rue Jules-Siegfried, Rue Irénée-Blanc a Rue Paul-Strauss. Čtvrť tvoří dvoupodlažní řadové domy, které byly postaveny nad zasypaným sádrovcovým lomem.

## Historie

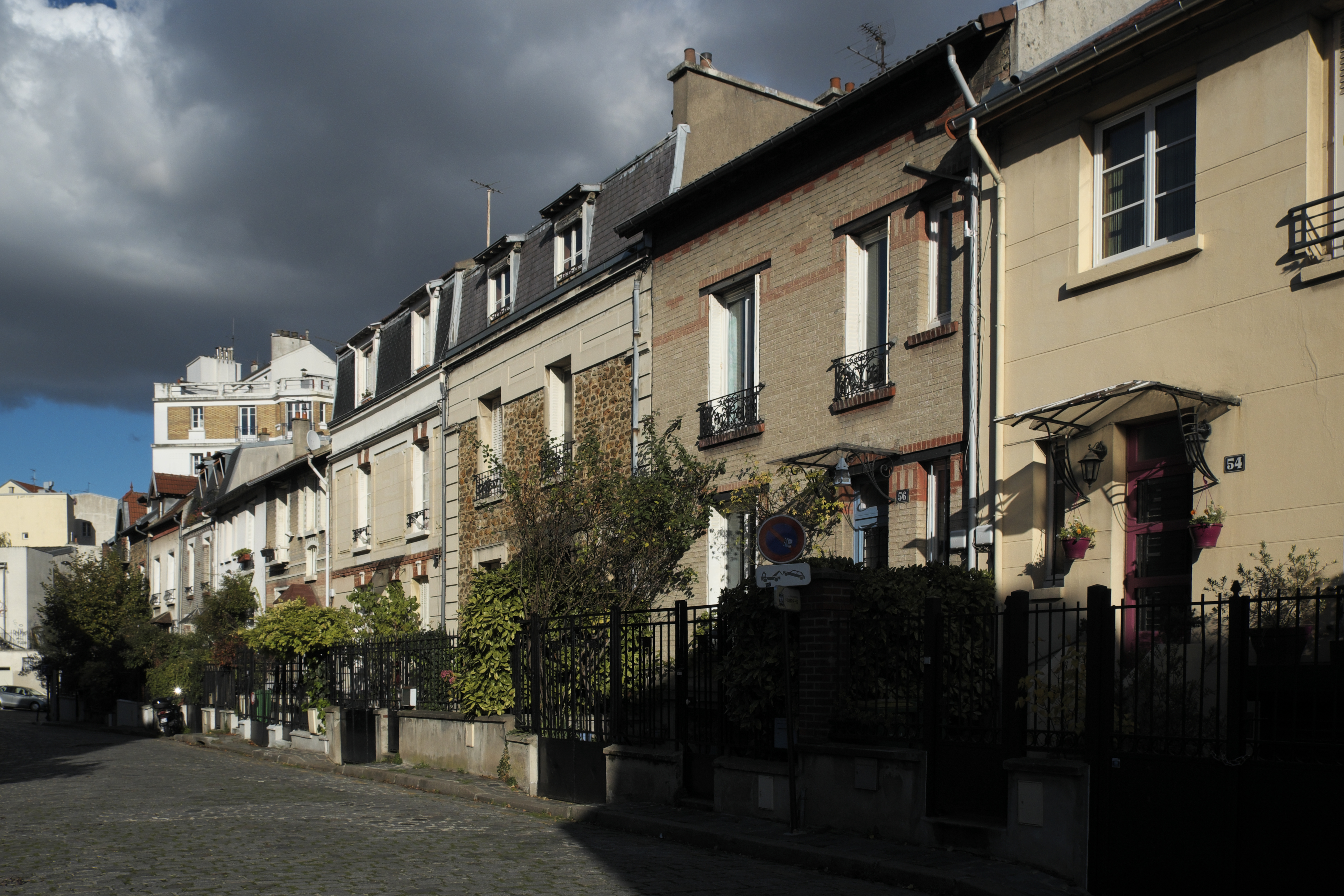
Rue Irénée-Blanc

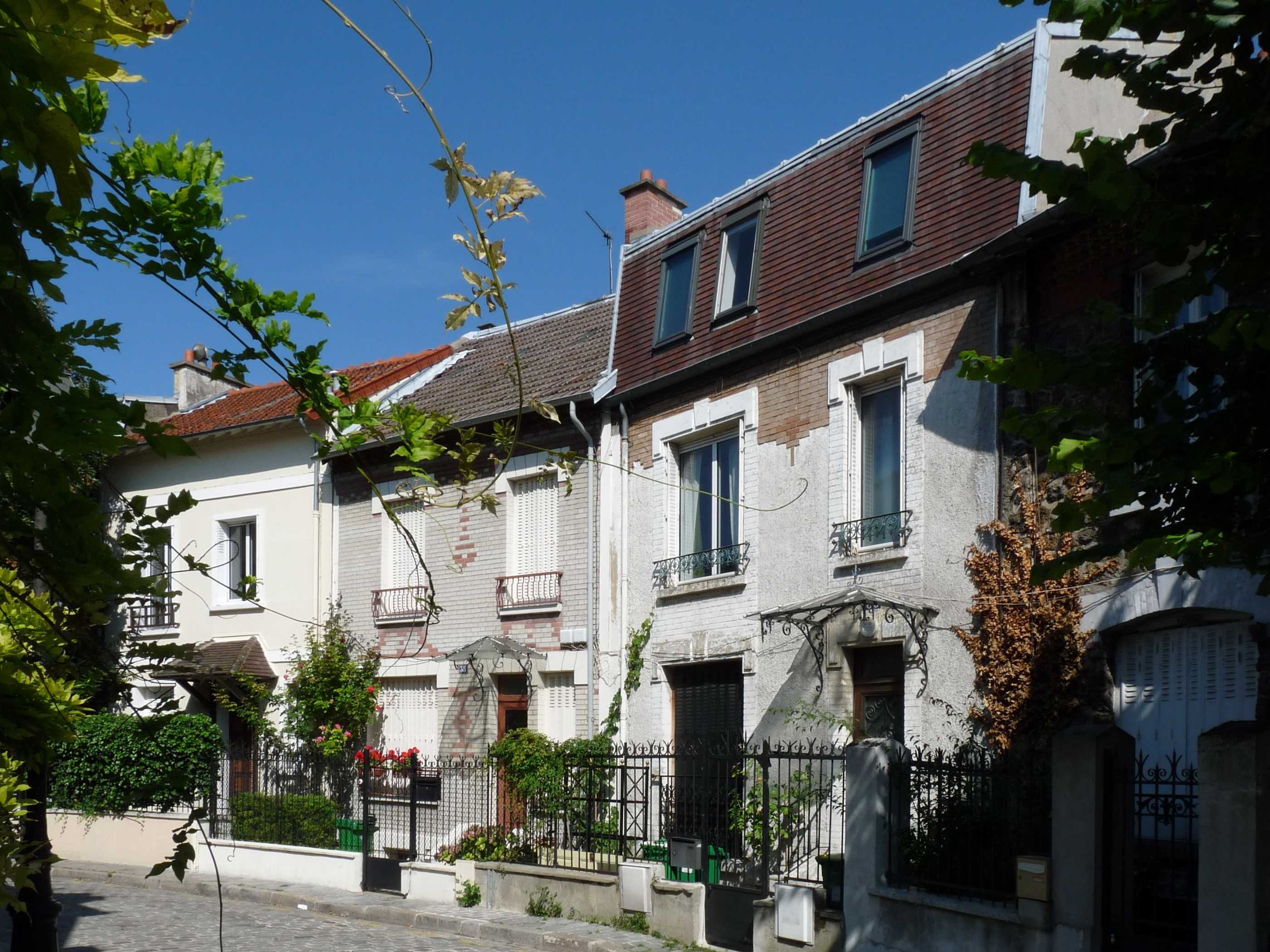
Rue Irénée-Blanc

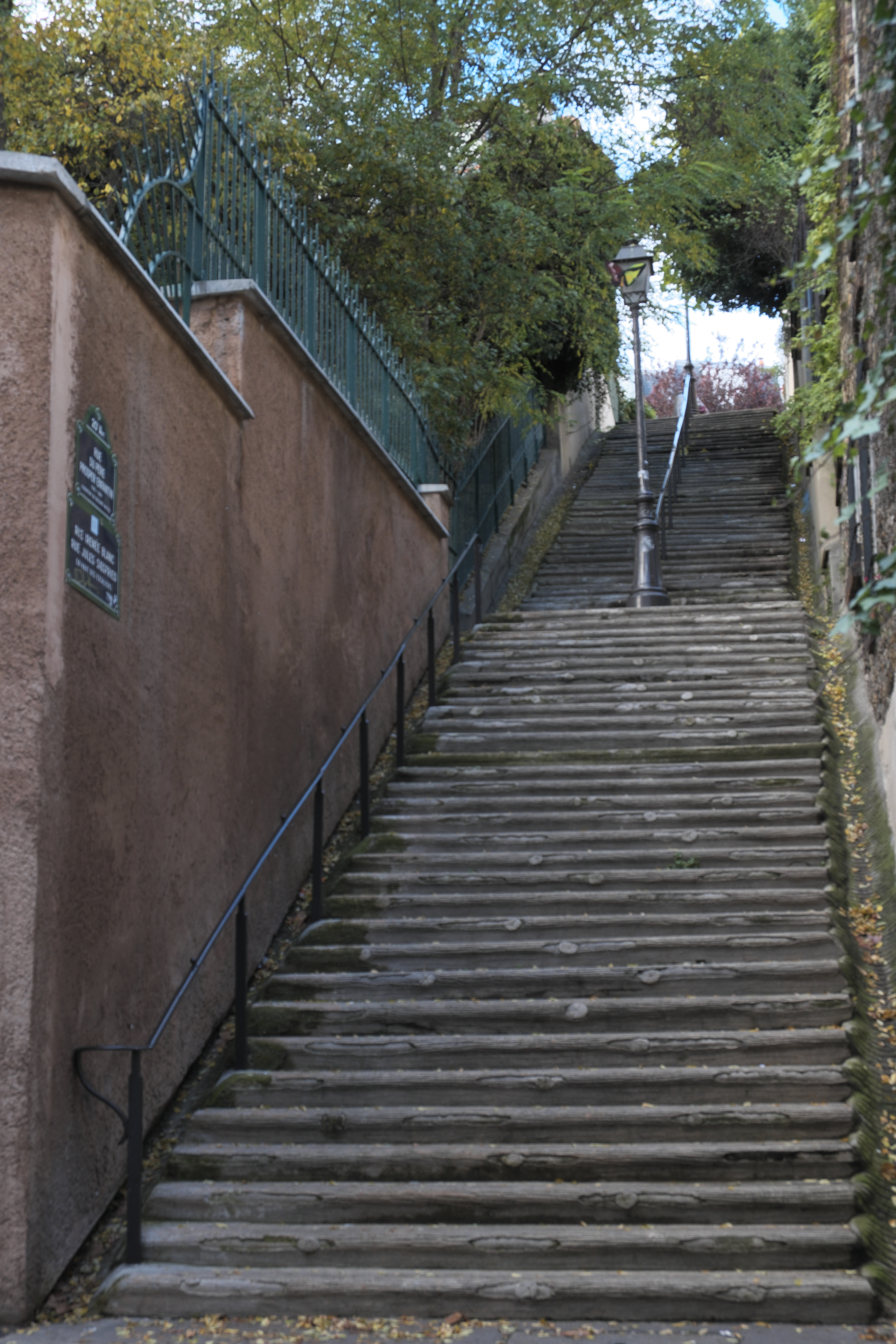
Schodiště.

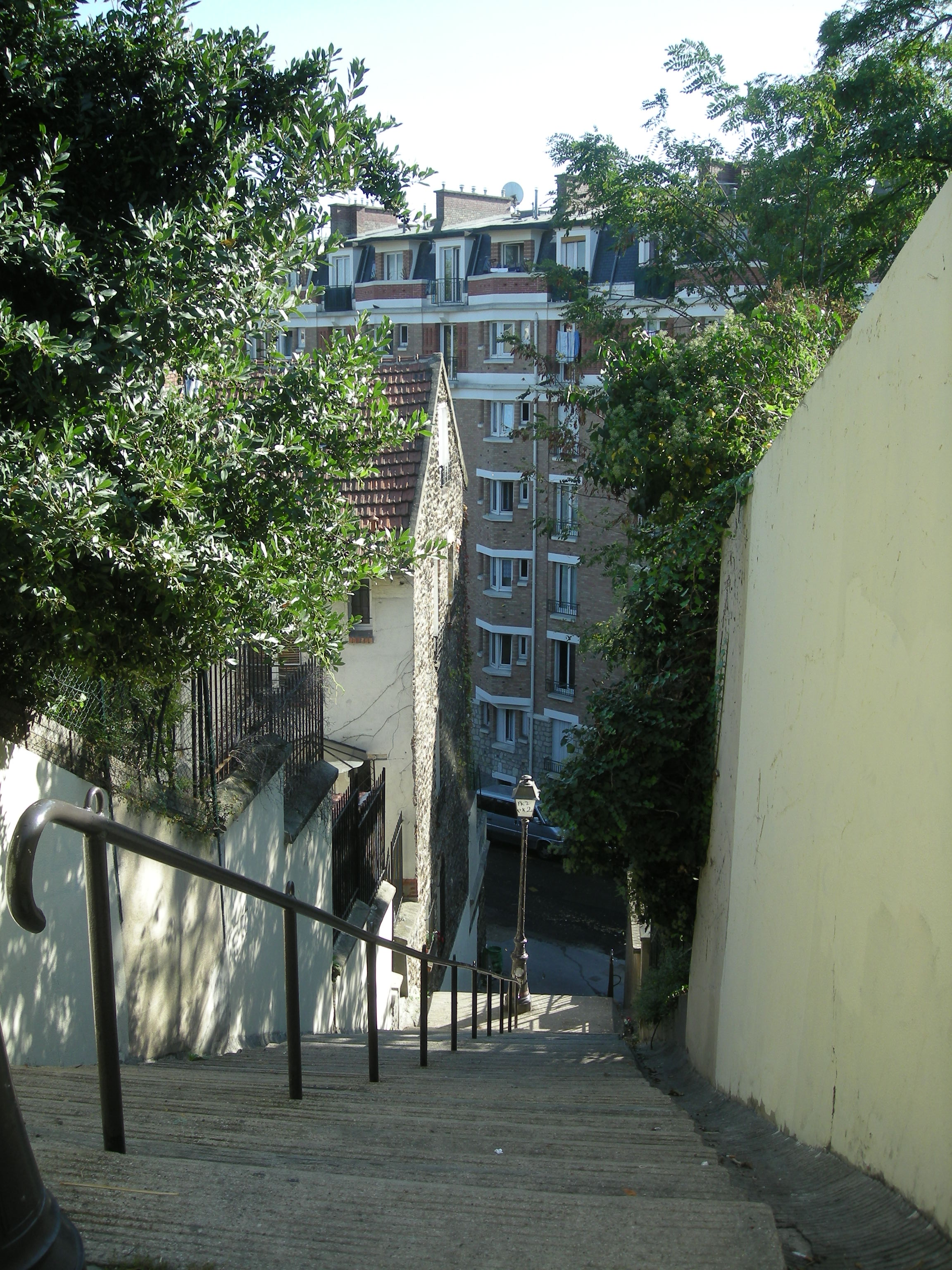
Schodiště.

Oblast Campagne à Paris patřila dříve k samostatné obci Charonne, která byla začleněna do Paříže v roce 1860 a spolu s částí bývalé obce Belleville sloučena do nově vzniklého 20. obvodu. Tato oblast, která se nachází na severovýchodě Paříže, zažila ve druhé polovině 19. století velký nárůst obyvatelstva, především dělníků a dalších zaměstnanců, kteří byli vytlačeni z centra města v důsledku přestavby Paříže prefektem Haussmannem, a také přílivu venkovského obyvatelstva, které hledalo v práci v okolí francouzské metropole. Kolem roku 1900 žilo ve 20. obvodu na 150 000 obyvatel, kteří často bydleli ve stísněných a nehygienických příbytcích.
V roce 1907 bylo založeno bytové družstvo Société anonyme coopérative à personal et capital variables d'habitations à bon marché La Campagne à Paris, aby umožnilo rodinám se skromnými příjmy pořídit si vlastní dům. Zakládajícími členy byli novinářka Irénée Blanc, která byla zvolena předsedkyní, a kalvínský pastor Sully Lombard (1866–1951). Společnost nabídla k prodeji 250 akcií po 100 francích, což byla částka, která v té době odpovídala dvěma týdenním mzdám dělníka. Získat je mohlo 98 kupců. 60 procent byli dělníci, 30 procent nižší zaměstnanci, 10 procent mělo zaměstnání s vyšší kvalifikací.
V roce 1908 získala Campagne à Paris pozemek o rozloze 15 800 metrů čtverečních za cenu deseti franků za metr čtvereční. Polovina ceny byla hrazena v hotovosti, druhá polovina byla financována desetiletým tříprocentním úvěrem u prodejce. Kupní cena byla poměrně nízká, protože pozemek byl bývalý lom, kde se do roku 1870 těžil sádrovec. Nevyužívaný lom byl postupně zaplňován výkopem ze stavby silnice. Navážením suti nakonec vznikl kopec o výšce 30 metrů. Aby se zabránilo sesunu, byla plocha osázena.
Než mohl být pozemek zastavěn, musel být zpřístupněn po schodech. V roce 1909 vznikly přístupy, které dostaly své současné názvy až v roce 1994: Rue Mondonville, pojmenovaná po skladateli a houslistovi Jean-Josephovi de Mondonville (1711–1872), Rue Georges-Perec, pojmenovaná po spisovateli Georgesovi Perecovi (1936–1982), rue du Père-Prosper-Enfantin, pojmenovaná po inženýrovi, novináři a filozofovi Barthélemy Prosperovi Enfantinovi (1796-1864) a rue Camille-Bombois, pojmenovaná po malíři Camillovi Bomboisovi (1883–1970).
V roce 1911 byly vytyčeny ulice Rue Jules-Siegfried, Rue Irénée-Blanc a Rue Paul-Strauss. Jules Siegfried (1837–1922) byl francouzský ministr, který prosadil v roce 1894 zákon na podporu sociálního bydlení (Habitation à bon marché). Paul Strauss (1852–1942) byl také francouzský ministr a novinář.
Aby se prokázalo, že je možné na nestabilním podloží postavit dvoupodlažní domy, postavil architekt Pierre Botrel nejprve dva vzorové domy. Své domy si tam pak mohlo postavit osm členů družstva a od roku 1913 následovalo dalších 38 objektů, na které byly schváleny státní dotace a půjčky od společnosti Caisse des Dépôts. V létě 1914 bylo téměř kompletně dokončeno 46 domů naplánovaných v první fázi výstavby. Každý dům včetně pozemku stál 16 000 franků, což odpovídalo průměrné mzdě za šest až sedm let. Každý majitel domu dlužil asi 10 000 franků, které mohl splatit do 20 let s úrokem 3,5 procenta.
S vypuknutím první světové války byla výstavba dočasně zastavena. K jejich obnovení došlo až v roce 1922, i když mezi členy družstva došlo ke společenské změně. Někteří už nestačili držet krok s dvouapůlnásobným nárůstem stavebních nákladů a museli se vzdát svých podílů. Domy druhé fáze výstavby, dokončené v roce 1928, stály 37 000 franků včetně pozemků zakoupených před válkou.
Dne 20. června 1926 byl slavnostně otevřen soubor se všemi 93 domy.

## Architektura
Domy od ulice odděluje oplocená předzahrádka, za domy jsou zahrádky. Plocha pozemků se pohybuje mezi 105 a 260 m². Většina domů je postavena z lomového kamene, některé z cihel. Jako dekorativní prvky byly nad dveře a okna umístěny glazované cihly nebo keramické intarzie.
Vzhledem k nebezpečnému podloží byl základy povinně zality železobetonem. Rovněž nebylo dovoleno stavět druhé patro, obytné podkroví šlo rozšířit do poloviny plochy.
Kuchyň, jídelna a toalety jsou v přízemí, ložnice a koupelna jsou v prvním patře. Koupelny, toalety a tekoucí voda nebyly na počátku 20. století běžné. Jednalo se o komfort, kterým nebyly vybaveny okolní dělnické byty.